# Colt Diamondback
La Colt Diamondback è un revolver fabbricato dalla Colt's Manufacturing Company di Hartford, nel Connecticut, nei calibri di .22 LR e 38 Special. Ispirata nel design dalla Colt Python, Diamondback fu fabbricato dal 1966 al 1988 ed era disponibile in lunghezze di canna di 2½, 4 e 6 pollici. La Colt introdusse il Diamondback a doppia azione come modello deluxe nel 1966. Ha un ampio cane seghettato e mirini completamente regolabili.
È un revolver a 6 colpi con tamburo oscillante ed è disponibile nelle finiture blu o nickel. Visivamente, il Diamondback assomiglia a una versione a canna ridotta del Python. È stato ritirato dalla produzione nel 1988.
A causa del rinculo leggero delle munizioni calibro 22, la versione .22 del Diamondback può essere utilizzata come arma da addestramento per i tiratori inesperti. Aveva guadagnato popolarità con negli appassionati di armi per il prezzo economico delle munizioni calibro 22 e per la sua rarità a causa del breve periodo di produzione.
Inoltre, il Diamondback è stato commercializzato presso le forze dell'ordine che non hanno l'autorizzazione per l'uso della cartuccia .357 Magnum.

## Curiosità
Saddam Hussein possedeva una Colt Diamondback nella sua collezione.

## Nell'arte
Nel film Brannigan del 1975, John Wayne utilizza una Diamondback .38 Special con canna da 4".
Nel film Bullitt del 1968, Steve McQueen utilizza una versione .38 Special con canna da 2,5".
Il film Quelli della calibro 38 del 1976 è incentrato su una squadra anticrimine che utilizza Colt Diamondback .38 Special.